# امامزاده کهنه شهر (تازه شهر)
امامزاده کهنه شهر (تازه شهر) مربوط به دوره پهلوی است و در ۸ کیلومتری شمال غربی سلماس واقع شده و این اثر در تاریخ ۱۷ اسفند ۱۳۸۱ با شمارهٔ ثبت ۷۸۵۸ به‌عنوان یکی از آثار ملی ایران به ثبت رسیده است.